# Municipio de Greenwood (condado de Perry)
El municipio de Greenwood  (en inglés: Greenwood Township) es un municipio ubicado en el condado de Perry en el estado estadounidense de Pensilvania. En el año 2000 tenía una población de 1.010 habitantes y una densidad poblacional de 15 personas por km².

## Geografía
El municipio de Greenwood se encuentra ubicado en las coordenadas 40°33′00″N 77°06′59″O / 40.55000, -77.11639.

## Demografía
Según la Oficina del Censo en 2000 los ingresos medios por hogar en la localidad eran de $45,694 y los ingresos medios por familia eran $53,000. Los hombres tenían unos ingresos medios de $38,158 frente a los $26,250 para las mujeres. La renta per cápita para la localidad era de $18,765. Alrededor del 6,5% de la población estaban por debajo del umbral de pobreza.